# Melodia Interrompida
Interrupted Melody (bra/prt: Melodia Interrompida) é um filme estadunidense de 1955, um drama biográfico e musical dirigido por Curtis Bernhardt, com roteiro baseado na autobiografia da cantora australiana Marjorie Lawrence.

## Sinopse
A australiana Marjorie muda-se para Paris e se torna uma das cantoras mais conhecidas de sua época, mas uma tragédia a confina numa cadeira de rodas.

## Prêmios e indicações
- Óscar
- Venceu na categoria de melhor roteiro original.
  - Indicado na categoria de Melhor atriz para Eleanor Parker[3]

## Elenco
- Glenn Ford
- Eleanor Parker
- Roger Moore
- Cecil Kellaway